# Sevilla Palads
Sevilla Palads (spansk: Reales Alcázares de Sevilla, bogstavligt: Den Kongelige Alcázar i Sevilla) er et kongeligt palads i Sevilla i Andalusien i det sydlige Spanien og er oprindeligt et maurisk fort. Byggeriet påbegyndtes i 1181 og fortsatte i over 500 år, hovedsagelig i Mudéjarstil, men også i renaissancestil. Dens haver er en blanding af mauriske, andalusiske, og kristne traditioner.
Almohaderne var de første til at bygge det oprindelige palads Al-Muwarak, som lå på det sted, hvor det moderne palads i dag ligger. Paladset er et af de bedst bevarede eksempler på Mudéjararkitektur. Efterfølgende konger har fået deres egne tilføjelser gjort til paladset. De øverste niveauer af paladset anvendes stadig af den kongelige familie som officielt opholdssted i Sevilla og administreres af Patrimonio Nacional.
Filip 5. af Spanien og Elisabeth Farneses datter Maria Antonia Ferdinanda af Spanien (1729-1785) var født på paladset. Kongen var i byen for at føre tilsyn med underskrivelsen af Sevillatraktaten som gjorde ende på den engelsk-spanske krig (1727–1729).